# Viticoltura

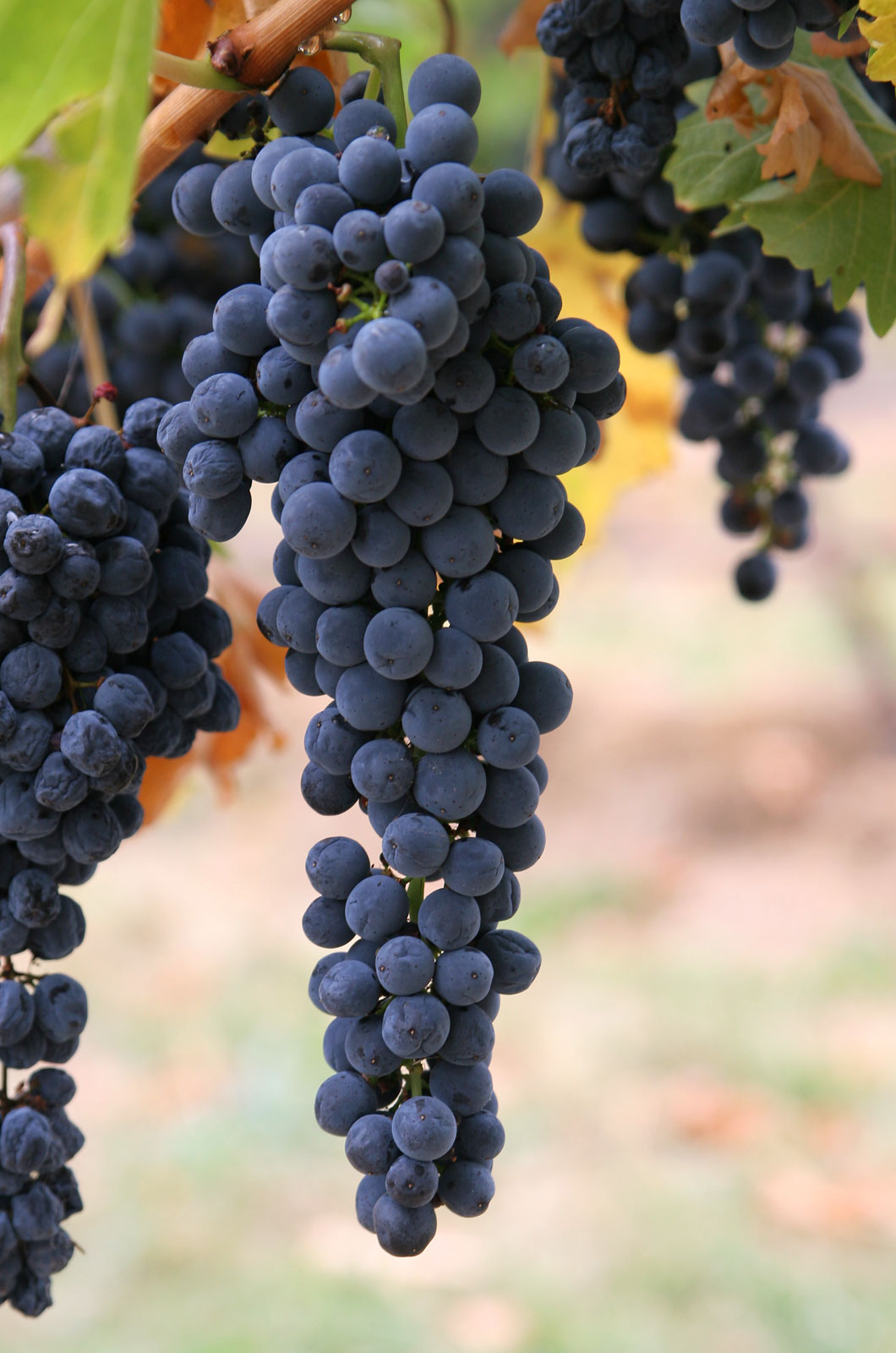
Un grappolo d'uva nera

La viticoltura rappresenta l'insieme delle tecniche agronomiche che prevedono la coltivazione delle viti (da tavola e da vino), potendosi dunque considerare come una branca dell'arboricoltura.

## Storia
La viticoltura, come produzione di uva atta a vinificare, ovvero per la produzione di un fermentato alcolico definito "Vino" è nata nella regione del Caucaso, nelle odierne Repubbliche di Georgia e Armenia. Alcuni reperti archeologici stimano che l'allevamento della pianta di vite nella regione caucasica è attuata sin dall'anno 6000 A.C. Con il passare dei secoli e il commercio, l'attività della viticoltura si è espansa prima nell'asia minore, poi nella regione dei Balcani e nell'Europa meridionale. 
La vite selvatica venne addomesticata dalle popolazioni, selezionando le piante acclimatate più produttive ed atte alla produzione di fermentati.

## Tecnica di viticoltura
L'attività di viticoltura va dall'epoca di messa a dimora delle barbatelle innestate fino all'epoca dell'espianto. Le barbatelle sono piccole viti innestate su portainnesti americani. I portainnesti americani sono infatti resistenti alla fillossera (insetto appartenente all'ordine dei Rincoti) contrariamente alle viti europee. In questo arco di tempo piuttosto lungo (mediamente un vigneto può vivere fino a 20-30 anni) sono necessari svariati interventi:
- Potatura di allevamento: Effettuata nei primi due anni di vita della barbatella impiantata, serve a darle la cosiddetta "forma" di allevamento, per impostare la giovane pianta alla produzione.
- Potatura di produzione: Effettuata in inverno, eliminazione del legno dell'anno, mantenimento di alcune gemme di numero variabile a seconda della forma di allevamento e rinnovo del tralcio, così da predisporre la produzione per l'anno successivo.
- Potatura verde: Gestione della vegetazione soprattutto nella fase estiva, spuntature, cimature, sfemminellature e defogliazioni per regolare il carico produttivo ed avere un'uva a maturazione salubre e dalle caratteristiche sensoriali bilanciate.

## Sistemazione del terreno

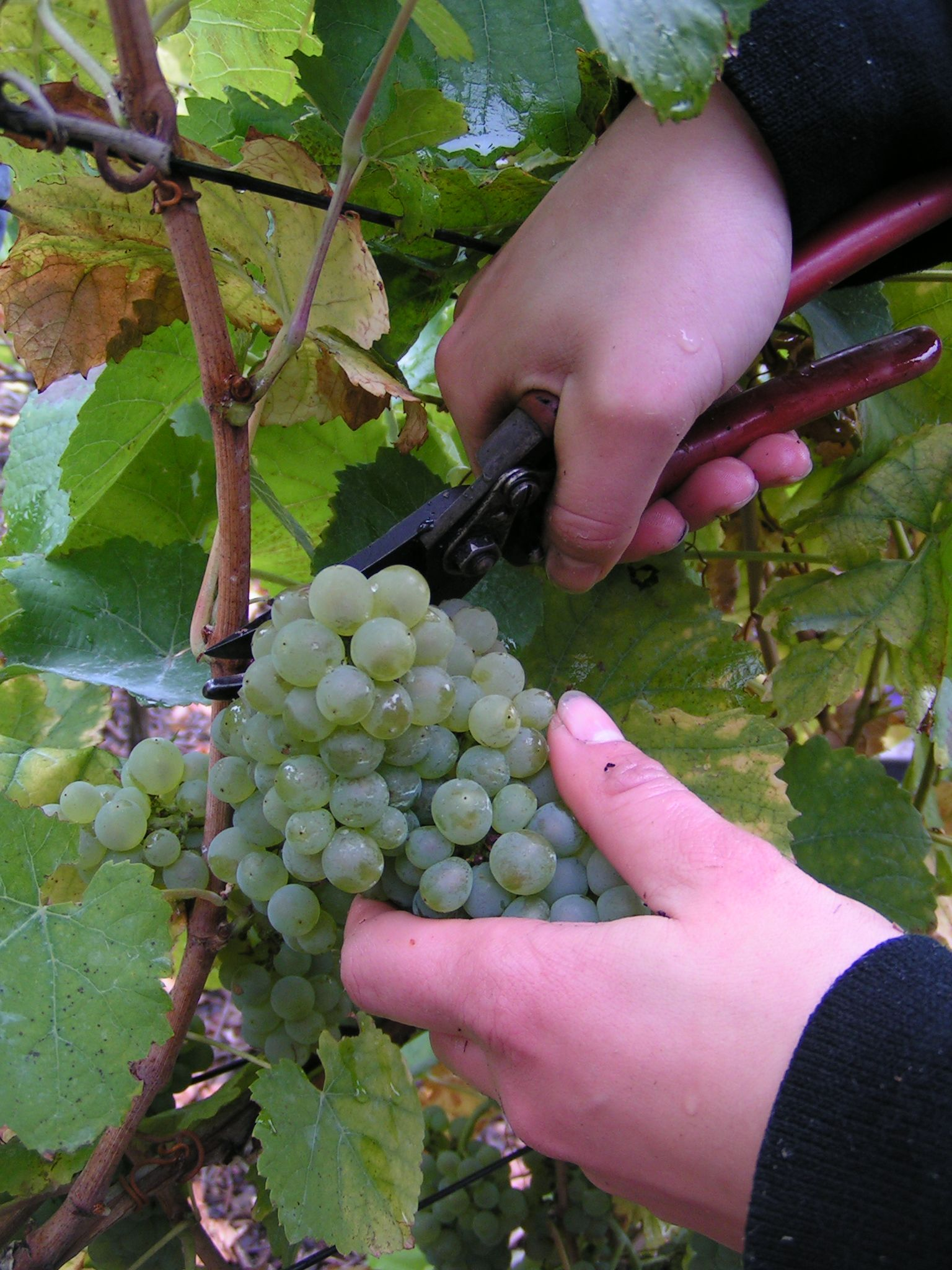
La raccolta manuale dell'uva

Si rende necessaria specialmente in terreni collinari.
La sistemazione dei vigneti con forti pendenze ha come obiettivo la riduzione delle ore necessarie alle pratiche colturali che sono molto gravose potendo arrivare ad impiegare il triplo o il quadruplo del tempo rispetto alla pianura (fino a 2000 ore per ettaro). Bisogna dire che sono però i terreni migliori dal punto di vista del vino prodotto. I vini prodotti in collina hanno potenzialità qualitative superiori in confronto a quelli prodotti in pianura.
Fin dai tempi dei romani la vite viene coltivata sulle colline e la filosofia tradizionale del vigneto collinare prevede fondamentalmente due tipologie: secondo le linee di massima pendenza (ritocchino) o perpendicolarmente (girapoggio) ad esse. Esistono inoltre soluzioni intermedie come il cavalcapoggio in cui il filare segue una direzione (tipo est - ovest) risultando sia a rittochino che a girapoggio, si tratta di situazioni marginali.
La prima (rittochino) non ostacola l'erosione ma consente un buon livello di meccanizzazione.
La seconda invece si oppone con forza al ruscellamento e quindi all'erosione ma è difficilmente meccanizzabile.
Le soluzioni moderne prevedono la sistemazione dei nuovi terreni collinari secondo due forme razionali:
- Terrazzamenti di medie dimensioni

Si preparano ricostruendo sia le piccole terrazze che le murate di sostegno con cemento armato. Sulle terrazze così formate si sistemano a rittochino i filari. In questo caso è possibile meccanizzare alcune operazioni colturali con trazione funicolare e cannoni irroratori. Non è possibile accedere alla terrazza con un trattore.
- Ciglioni

Si sistemano i ciglioni (zona del terreno al margine di una scarpata) a giropoggio con filare sull'esterno del ciglione, la scarpata di sostegno viene inerbita. All'interno (verso il lato monte), il ciglione sostiene un filare in piano su cui può circolare un trattore per gli interventi al verde. A seconda della pendenza i ciglioni possono essere larghi (due o più filari) se la pendenza è lieve o stretti (un unico filare) se la pendenza è eccessiva e/o la roccia è superficiale.

## Impianto
L'impianto d'autunno è da preferire in zone calde soprattutto quando vi è una piovosità prevalentemente invernale piuttosto di quella estate. In questo modo le piantine radicano già durante l'inverno e sopporteranno meglio la siccità estiva. In zone più fredde dove c'è il rischio di inverni molto asciutti è meglio procedere all'impianto in primavera.
Va ricordato che prima dell'impianto è utile conoscere a fondo l'ambiente colturale ed il terreno (analizzandolo) per scegliere al meglio le varietà adatte ad un ambiente piuttosto che ad un altro.
Per il tracciamento dei sesti d'impianto è importante decidere le distanze a cui porre le piante poiché una volta cresciute è molto difficile modificarle, tenendo sempre ben presente il tipo di forma d'allevamento scelta ed inoltre la possibilità di meccanizzazione (oggi fondamentale).
Palatura: i pali ovviamente devono essere messi in verticale con la massima precisione, per questo oggi si usano macchine che li piantano con altissima precisione.
Importantissimi inoltre sono i pali di testata che devono avere una certa inclinazione e delle ancore ad almeno 1 m sotto terra.
È necessario decidere che forma di allevamento scegliere tra quelle in volume (tridimensionali), ovvero ad alberello; a controspalliera (bidimensionali), ovvero a tralcio rinnovato fra cui:
guyot, capovolto, archetto o a cordone permanente (speronato, sylvoz o casarsa, cordone verticale);
a tetto (parallelo al terreno) come pergola, tendone, raggi (belussi), spalliere-pergole;
doppie cortine (G.D.C., duplex), cortina semplice (cordone libero).

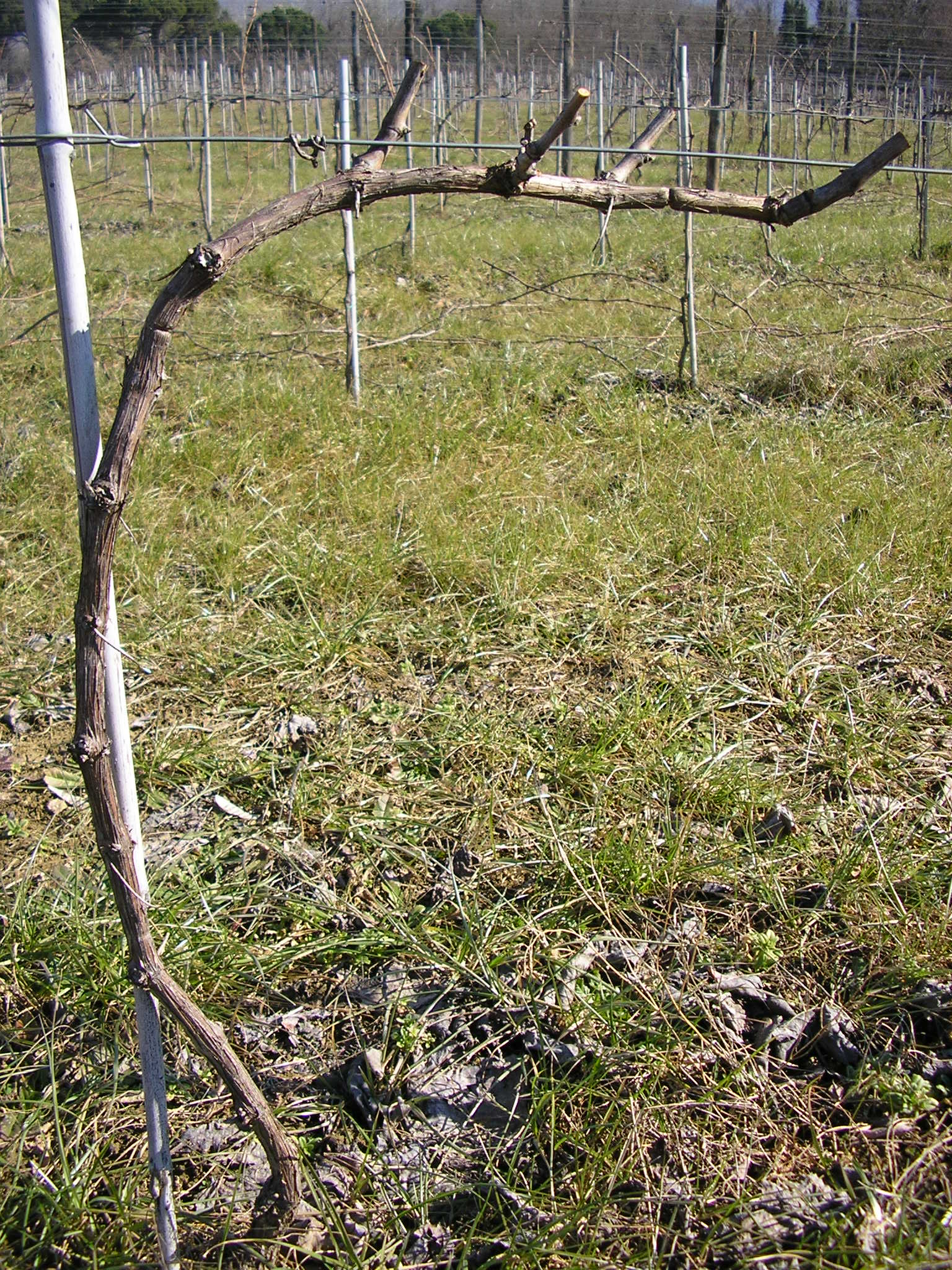
Allevamento a cordone speronato
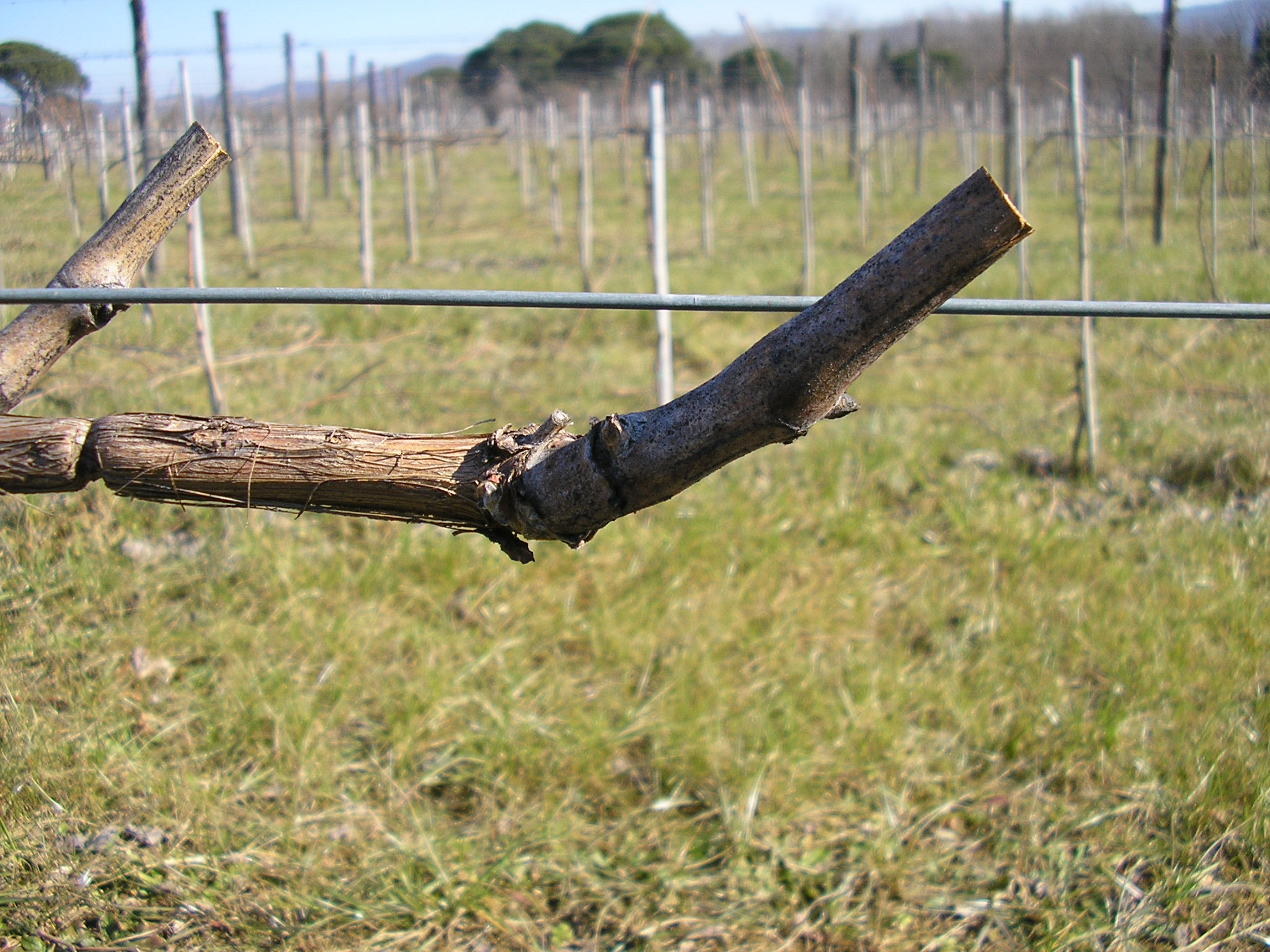
Dettaglio di cordone speronato
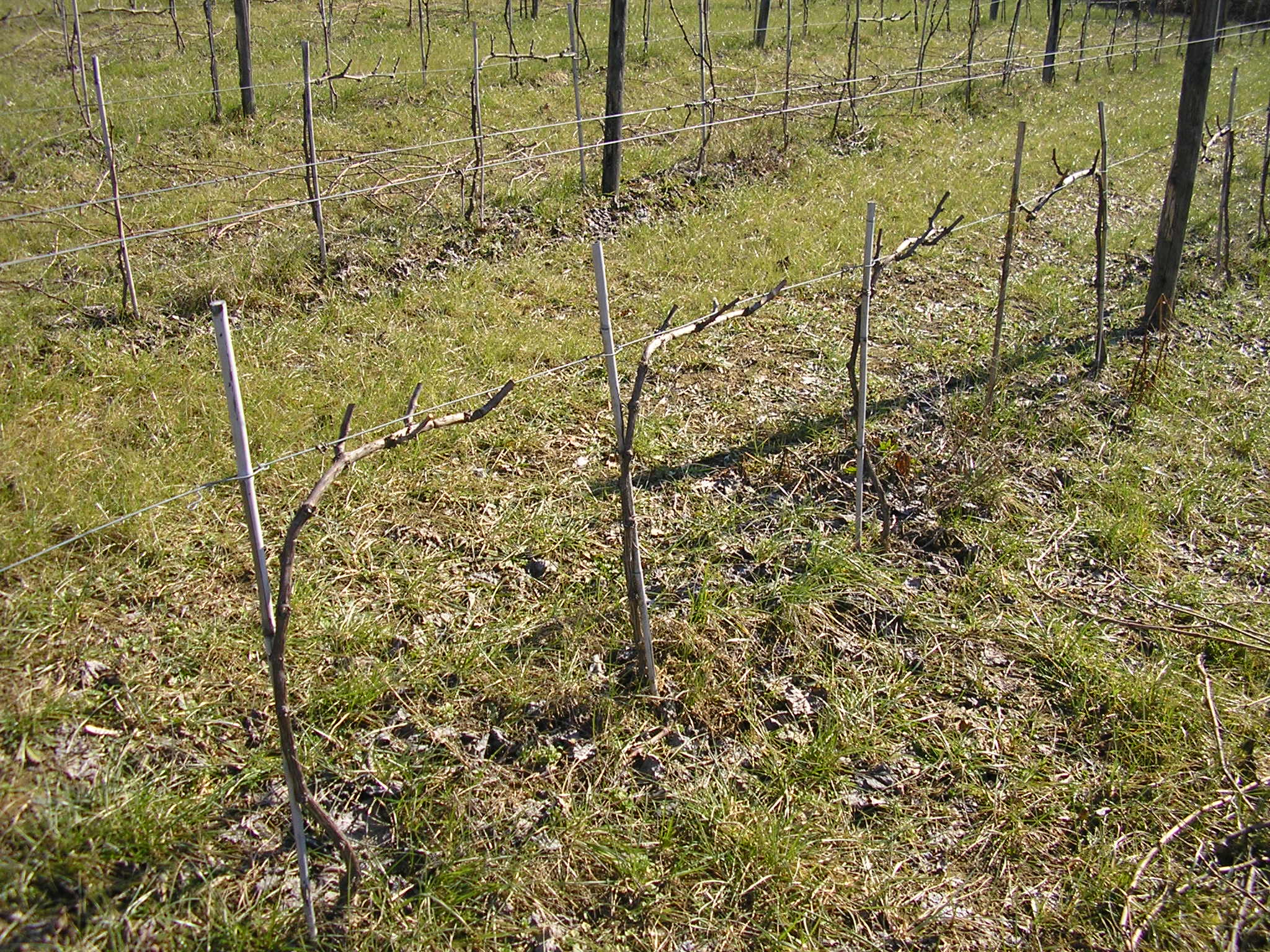
Filari a cordone speronato

## Potatura

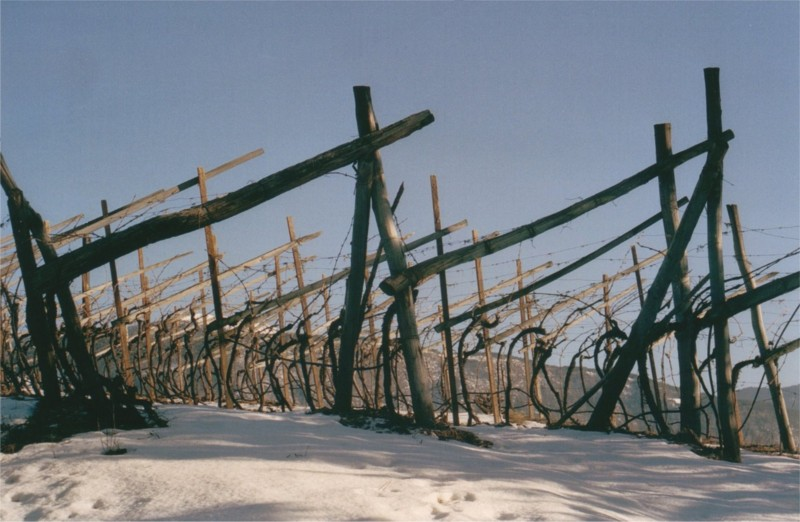
Pergola trentina nei paraggi di Cembra (TN)

La potatura di allevamento assicura un rapido sviluppo della struttura scheletrica e radicale della vite ed una rapida messa a frutto. Questa fase può durare dai 2 ai 3 anni.
La potatura di produzione ha lo scopo anche di mantenere le piante "pulite" e nella forma di allevamento stabilita, ma soprattutto di massimizzare la produzione di uva, eliminando i rami che portano meno frutti, garantendo un adeguato carico gemmario limitando la vigoria: lasciare solo i rami "essenziali" fa sì che la pianta concentri tutta la sua energia nei grappoli d'uva anziché distribuirla in molti rami e foglie.
Per individuare quali sono i rami fruttiferi occorre dividere i rami in categorie, a seconda della loro distanza dalla radice:
- categoria zero: è il fusto principale della pianta, a partire dalla radice, e comprende i rami legnosi, di colore marrone e con superficie ruvida;
- rami del primo anno: sono quelli che partono dai rami di categoria zero, sono flessibili e di colore verde;
- rami del secondo anno: partono dai rami del primo anno;
- rami del terzo anno: partono dai rami del secondo anno;

e così via.
Come si può intuire dal nome dato alle categorie di rami, la nascita di nuovi rami avviene una volta all'anno, in primavera. Si è verificato sperimentalmente che l'uva migliore e più abbondante cresce dai rami del secondo anno, conseguentemente si tende a lasciare solo rami del secondo anno e quelli del primo anno, i quali servono per avere da questi ultimi, l'anno successivo, dei rami del secondo anno che produrranno uva.
Il numero dei rami che si lascia dipende dalle usanze della zona: da un minimo di un solo ramo del primo anno e un solo ramo del secondo anno (ed è questo il metodo più diffuso) fino a tre rami del primo anno e a tre rami del secondo anno.
Il periodo più adatto alla potatura è all'inizio della primavera, quando sono già nati i rami dell'anno in corso ma non si vedono ancora i nuovi grappoli. Le viti "piangono" a causa della potatura (ma in certi casi anche a causa di maltrattamento). Secondo un'osservazione empirica, i tralci che piangono di più portano più frutto.
Poco prima della vendemmia in talune zone si usa sfoltire ancora la vite, togliendo un po' di tralci e foglie, sia per far prendere ancora un po' di sole all'uva sia per facilitare il lavoro dei vendemmiatori.

## Concimazione
Anche la concimazione della vite ricopre una notevole importanza se si vuole ottenere dei prodotti di qualità.
Si parte già prima della messa a dimora delle barbatelle con una concimazione di fondo effettuata con del letame maturo per una quantità di circa 500 q/ha.
Nel corso degli anni dov'è necessario è utile effettuare due tipi di concimazione: una autunnale con letame maturo e l'altra nella primavera successiva con concimi complessi a base di azoto fosforo potassio.
Qualora nel corso della stagione le nostre viti manifestino segni di carenze nutrizionali è bene ricordare che esistono anche dei concimi fogliari che possono aiutarci a superare le carenze ma attenzione questi concimi non risolvono il problema della mancanza di elementi ed è quindi opportuno eseguire le concimazioni che sopra abbiamo consigliato.
Una concimazione eseguita correttamente porta notevoli miglioramenti nel nostro vigneto, ma una concimazione fatta in modo scorretto è molto dannosa e si ripercuoterà in negativo anche sulla produzione.

## Irrigazione
L'irrigazione dei vigneti è una pratica agronomica utilizzata soprattutto nelle zone viticole caldo-aride e non consentita in tutti gli areali viticoli.
Essa si rende necessaria in tutti i terreni con scarsa capacità idrica e nel caso in cui le precipitazioni annue siano notevolmente inferiori alle esigenze idriche dei vigneti ossia ai 500 mm di pioggia. La viticoltura ha iniziato ad utilizzare questa tecnica colturale solo nei tempi recenti grazie al progresso tecnologico che ha consentito di trovare risorse idriche notevoli necessarie per le nuove forme di allevamento. Nell'antichità, infatti, la vite si è diffusa prevalentemente in aree sprovviste di acqua come il bacino del Mediterraneo. Questo è dovuto al fatto che la vite era coltivata a piede franco, poiché la Vitis vinifera risulta più resistente alla siccità rispetto alle specie americane utilizzate odiernamente come portinnesti, inoltre le forme di allevamento erano più piccole e quindi più resistenti agli stress idrici.
La quantità d'acqua di cui le radici possono disporre è direttamente influenzata dalle:
- Caratteristiche del terreno: tessitura, struttura, profondità, composizione chimica, aerazione, pH e altezza della falda freatica;
- Caratteristiche del clima: precipitazioni, luminosità, temperatura, umidità atmosferica.

L'irrigazione ha un impatto sulla quantità e sulla qualità della produzione viticola, infatti, di norma, questa pratica agronomica comporta un incremento di produzione peggiorando la qualità, ma nelle zone caldo-aride essa conduce a miglioramenti qualitativi, quando la produzione per ceppo è comunque contenuta entro dei limiti.
Per tutelare la qualità delle produzioni vitivinicole, la Comunità Economica Europea ha stabilito che l'irrigazione è ammessa solo laddove i paesi membri lo consentono. In alcuni disciplinari italiani delle denominazioni di origine è prevista la possibilità di effettuare l’irrigazione di soccorso, che dovrebbe escludere l’irrigazione nel periodo compreso tra l’invaiatura e la maturazione.
È quindi possibile effettuare questa pratica agronomica nel periodo che va dall'allegagione all'invaiatura, con lo scopo di incrementare il tasso di umidità del terreno oltre al coefficiente di appassimento della pianta.
L’irrigazione è indispensabile e deve essere ripetuta più volte durante la stagione vegetativa nei terreni aridi, mentre nei terreni in cui il disseccamento inizia molto dopo la fioritura, l'irrigazione non è necessaria, ma se eseguita, riduce il contenuto di zuccheri presenti nelle bacche aumentando inoltre la produzione e il vigore. Inoltre l'irrigazione è indispensabile nei terreni salini.
Uno dei
Lo stressa idrico si può verificare:
- Nel terreno argilloso tra il 29 e 30%
- Nel terreno argillo-limoso tra il 15 e il 20%
- Nel terreno medio impasto tra il 17 e 22%
- Nel terreno limo-sabbioso tra i 8 e 12%
- nel terreno sabbioso tra i 2 e 4%

In viticoltura la scelta del metodo irriguo avviene in funzione di fattori economico-sociali, orografici, di sistemi di allevamento, di sesti di impianto e del ciclo biologico della coltura.
Il metodo di irrigazione più utilizzato in viticoltura è quello a pioggia o ad aspersione, in quanto si può utilizzare su diversi terreni a condizione che si scelga l’irrigatore più adatto.
Un altro metodo di irrigazione è quello per infiltrazione localizzata a goccia che mantiene nel terreno un livello costante di umidità durante il periodo vegetativo, fattore favorevole alla qualità del vino.

## Avversità
La vite presenta avversità parassitarie e non.

Fra le "non parassitarie" sono da citare: la "grandine", le "basse temperature invernali", la "brina" primaverile e le carenze nutrizionali.

Fra le carenze nutrizionali assumono particolare rilievo quelle relative al Boro, al Ferro, al Magnesio, al Manganese ed allo Zolfo

Si elencano di seguito le principali avversità parassitarie:
- Parassiti e fitofagi animali
- Funghi: Peronospora, Oidio, Botrite o muffa grigia (Botrytis cinerea)
- Batteri
- Virus

## Raccolta
Il termine "raccolta" è riservato all'uva da tavola, mentre per l'uva da vino si usa più propriamente il termine "Vendemmia".

## Viticoltura di precisione
La viticoltura di precisione è una modalità di gestione applicata per ottimizzare le prestazioni del vigneto, in particolare per massimizzarne la resa e la qualità dell'uva, riducendo al minimo gli impatti ambientali ed i costi. Questo viene realizzato misurando la variazione locale di fattori che influenzano la resa e la qualità dell'uva (terreno, topografia, microclima, salute della vite, ecc.), applicando appropriate pratiche di gestione della viticoltura (potatura, applicazione di fertilizzanti, irrigazione, vendemmia ecc...). La viticoltura di precisione si basa sull'utilizzo di nuove tecnologie emergenti come i sistemi di posizionamento globali (GPS), sensori meteorologici, sensori satellitari, droni e aerei e sistemi di informazione geografica (GIS) per valutare e rispondere alla variabilità.